# Kakkarahatti, Nanjangud
Kakkarahatti là một làng thuộc tehsil Nanjangud, huyện Mysore, bang Karnataka, Ấn Độ.